# Goldsmiths College

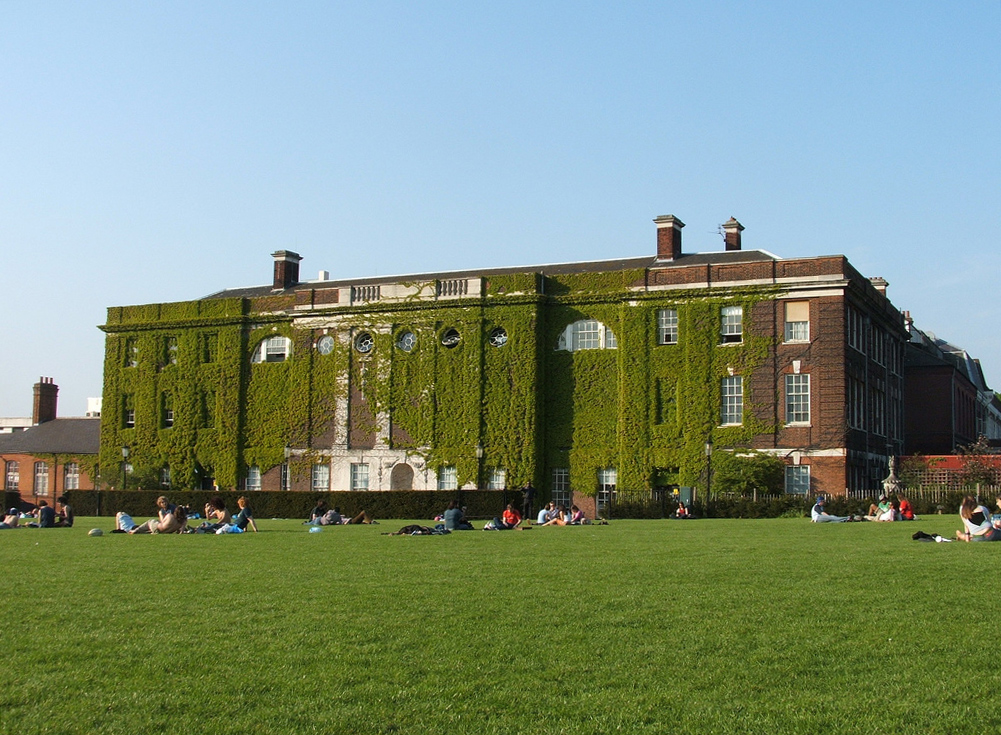
Hoofdgebouw van het Goldsmiths College

Het Goldsmiths College is een tot de University of London behorende school voor beeldende kunst en sociale wetenschappen in New Cross in de London Borough of Lewisham, Zuid-Londen.

## Geschiedenis
Vanuit de "Worshipful Company of Goldsmiths" werd in 1891 het "Goldsmiths' Technical and Recreative Institute" als een private school gesticht. Later in 1901 werd de school als College aan de University of London toegevoegd.
In het bijzonder in de tachtiger jaren  van de 20ste eeuw, toen het "Goldsmiths" zich door een open leerconcept zonder vast vakkenonderricht profileerde, kwamen er bekende kunstenaars uit voort zoals Tracey Emin, Brian Molko, Thomas Demand en Damien Hirst. Nu nog kan de school zich beroepen op deze groep kunstenaars en zich opwerpen als een van de meest richtinggevende kunstacademies.

## Oud-studenten in de beeldende kunsten
- Bernd Behr, artiest

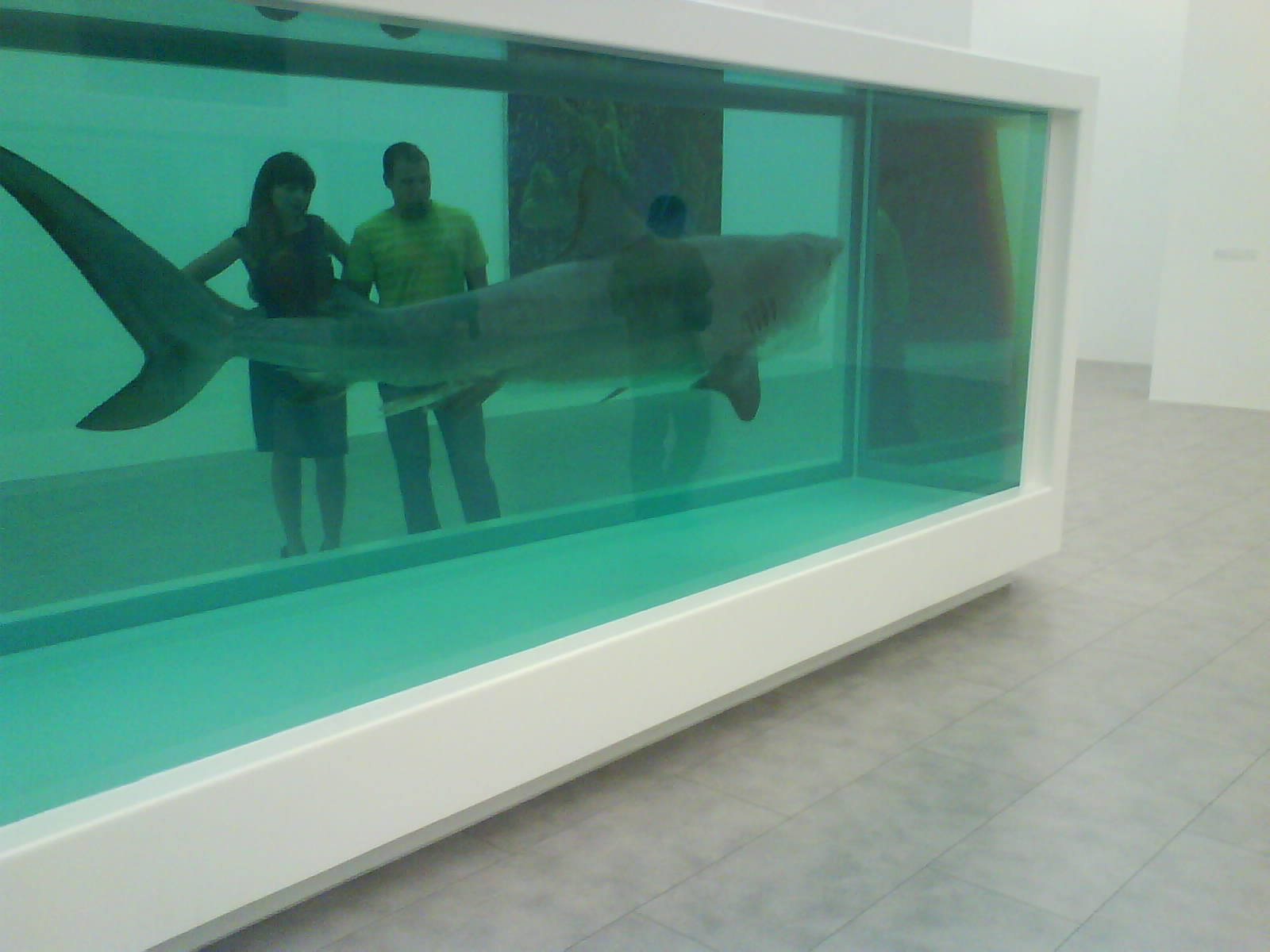
Damien Hirst, Death Denied, 2008.

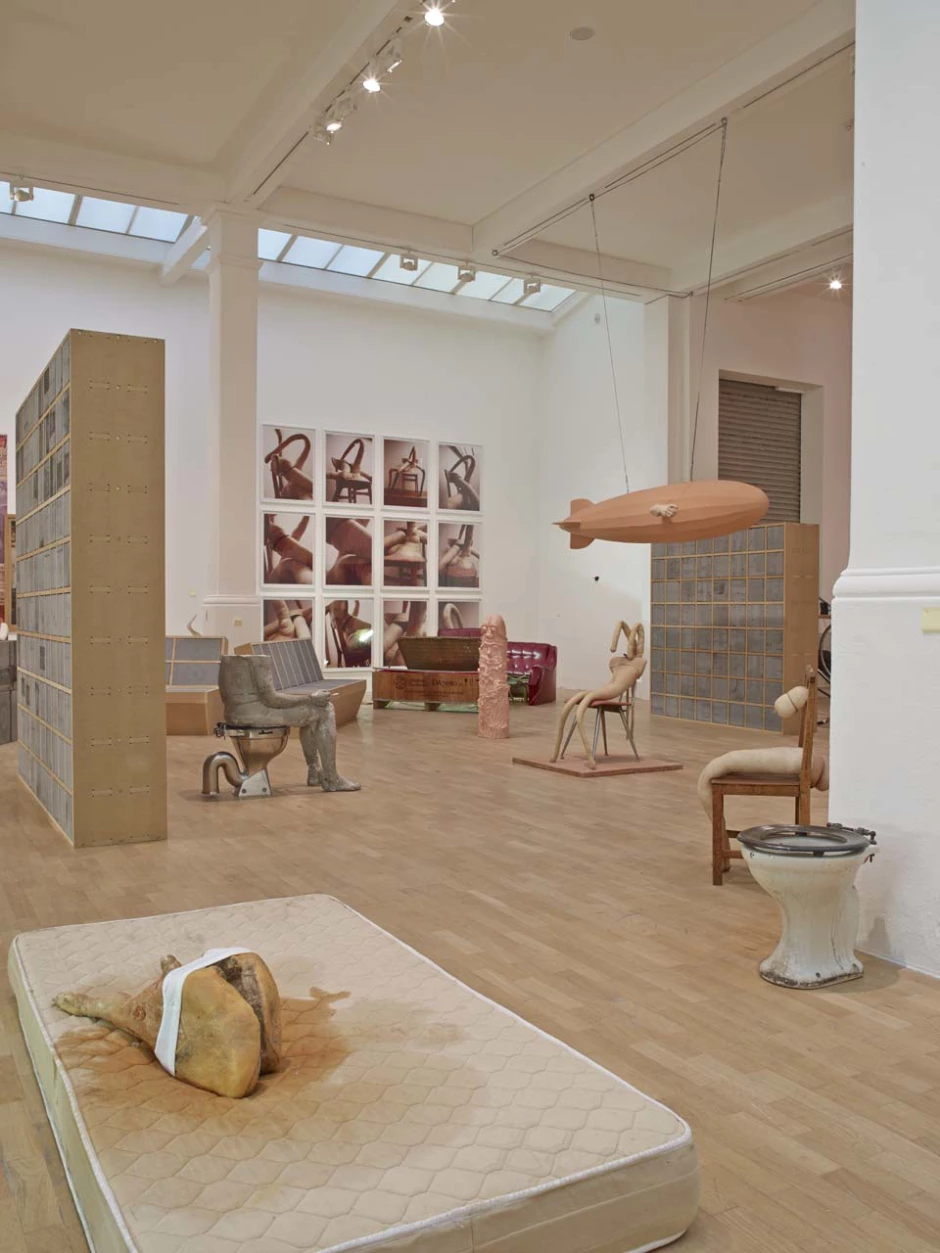
Werk van Sarah Lucas, een bekende oud-student van Goldsmiths. Whitechapel Gallery, London, 2013.

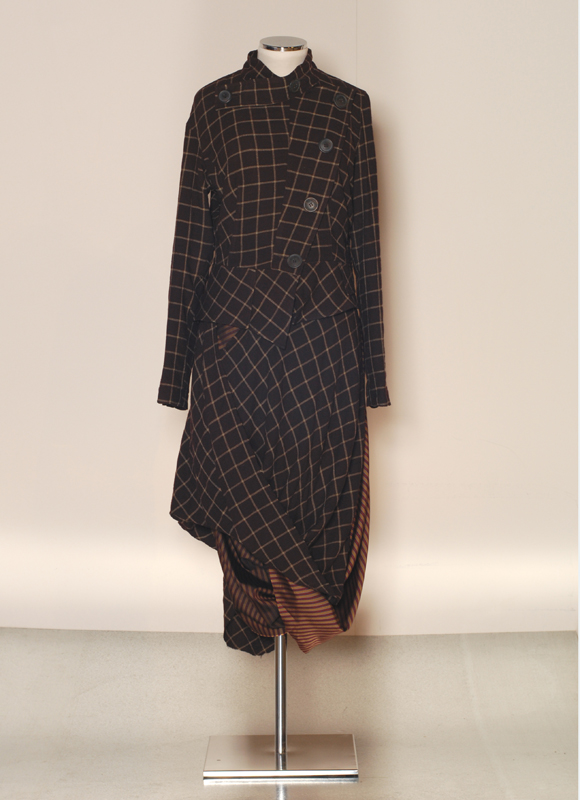
Jurk van voormalig Goldsmiths student en modeontwerper Vivienne Westwood.

- Matthew Collings, artiest en kunstcriticus
- Ian Davenport, artiest
- Grenville Davey, artiest
- James Robert Ford, artiest
- Lucian Freud, artiest
- Anya Gallaccio, artiest
- Antony Gormley, artiest
- Damien Hirst, artiest
- Gary Hume, artiest
- Michael Landy, artiest
- Sarah Lucas, artiest
- Mark McGowan, performance artist
- Steve McQueen, artiest en filmregisseur
- Cathy de Monchaux, artiest
- Ian Monroe, artiest
- Gareth Morgan, artiest
- Matt O'dell, artiest
- Jeroen Offerman, artiest
- Julian Opie, artiest
- Stephen Park, artiest
- Richard Patterson, kunstschilder
- Simon Patterson, artiest
- Cyril Edward Power, artiest en architect
- Mary Quant, modeontwerper
- Alan Rankle, artiest
- Bridget Riley, artiest
- Anj Smith, artiest
- Sam Taylor-Wood, artiest
- Lai Tang, artiest
- Mark Wallinger, artiest
- Gillian Wearing, artiest
- Vivienne Westwood, designer
- Catherine Yass, artiest

## Hoogleraren
- Michael Rosen